# گیلدهال، لندن

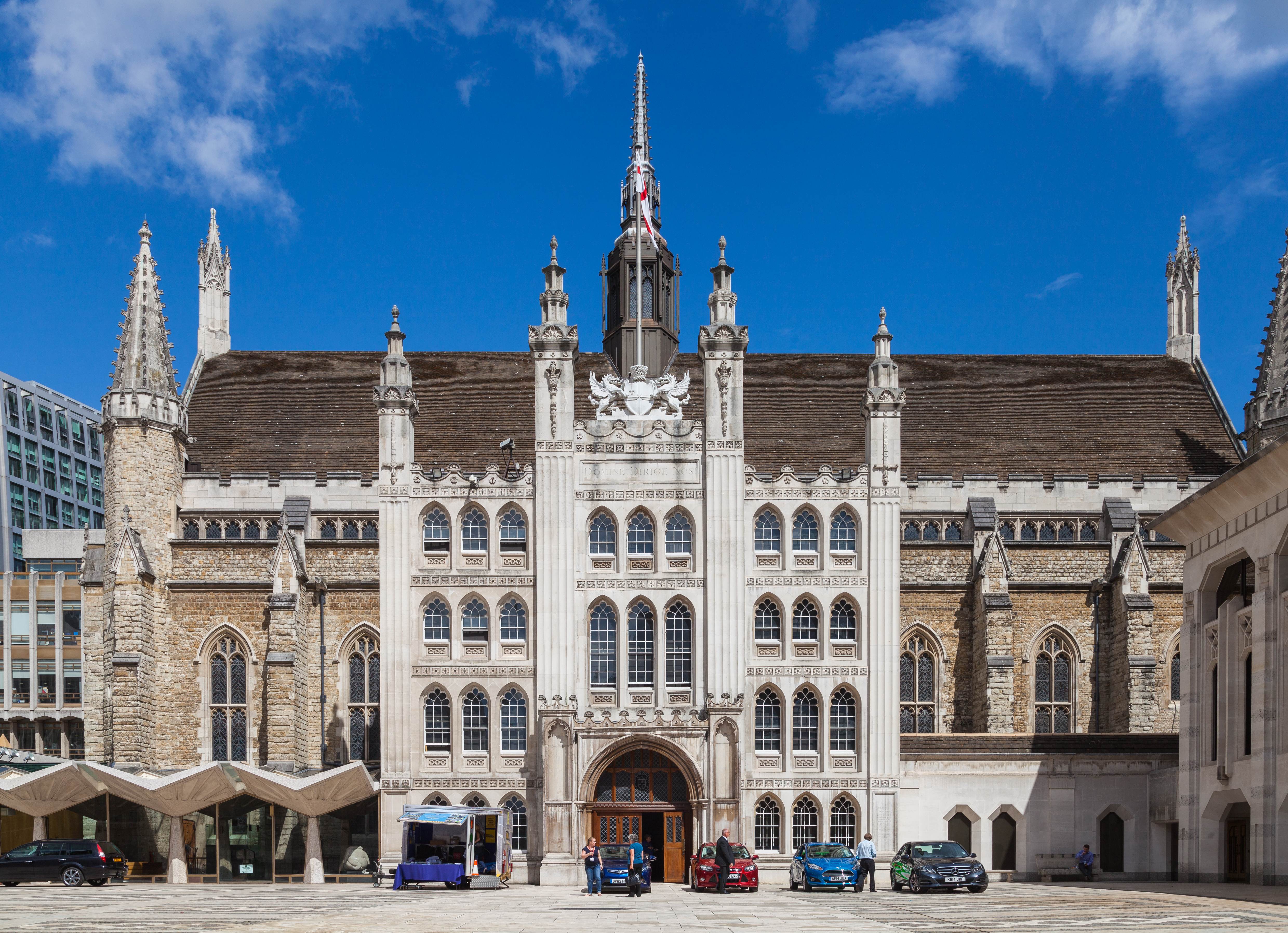
گیلدهال

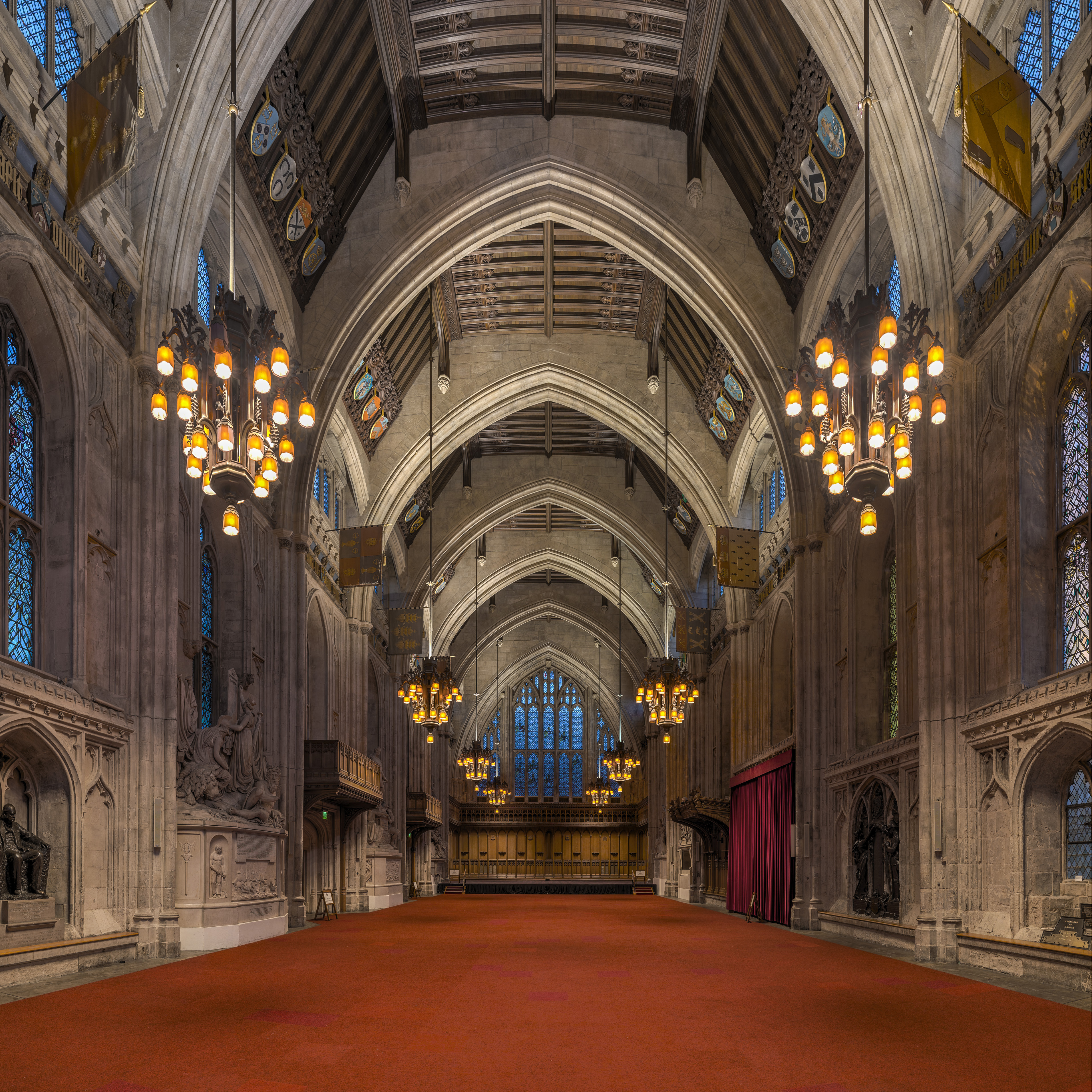
داخل ساختمان

گیلدهال (انگلیسی: Guildhall) ساختمانی در شهر لندن است که از جاذبه‌های گردشگری این شهر محسوب می‌شود.
این ساختمان که قبلاً به عنوان سیتی‌هال و مرکز اداره شهر لندن استفاده می‌شده در سال ۱۴۴۰ میلادی ساخته شده است، ایستگاه بانک، ایستگاه سنت پائول و ایستگاه متروی مورگیت در نزدیکی گیلدهال قرار دارند.

## نگارخانه

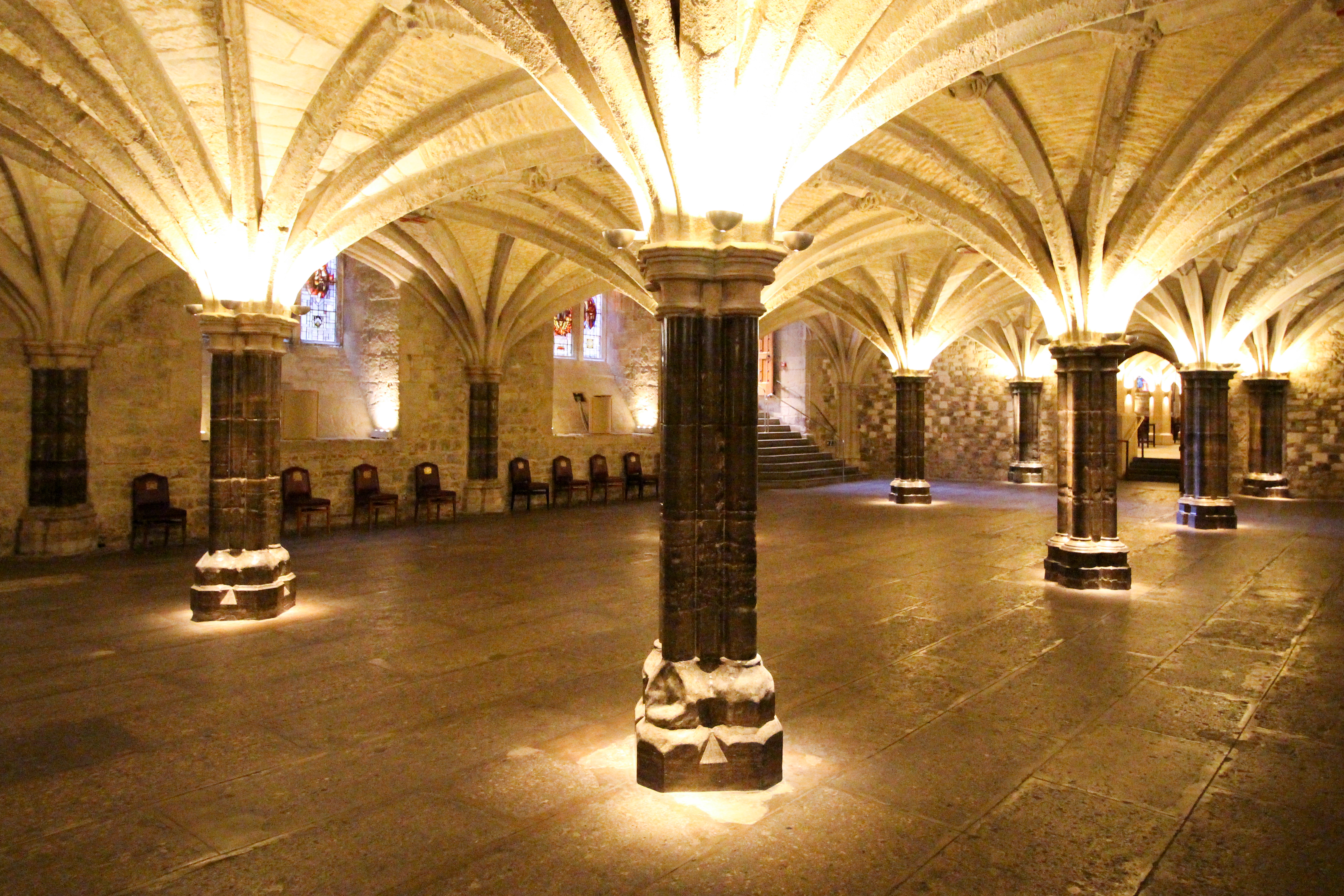
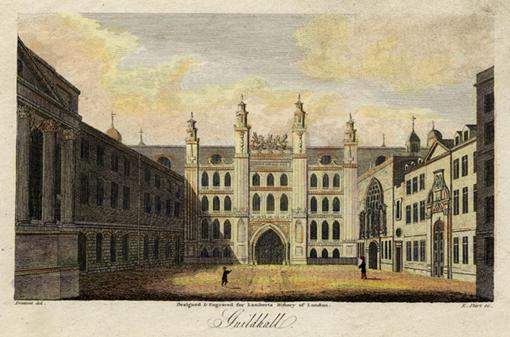
دهه ۱۸۰۵
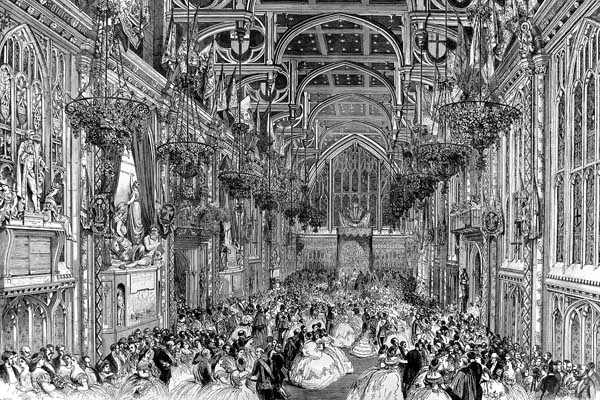
۱۸۶۳
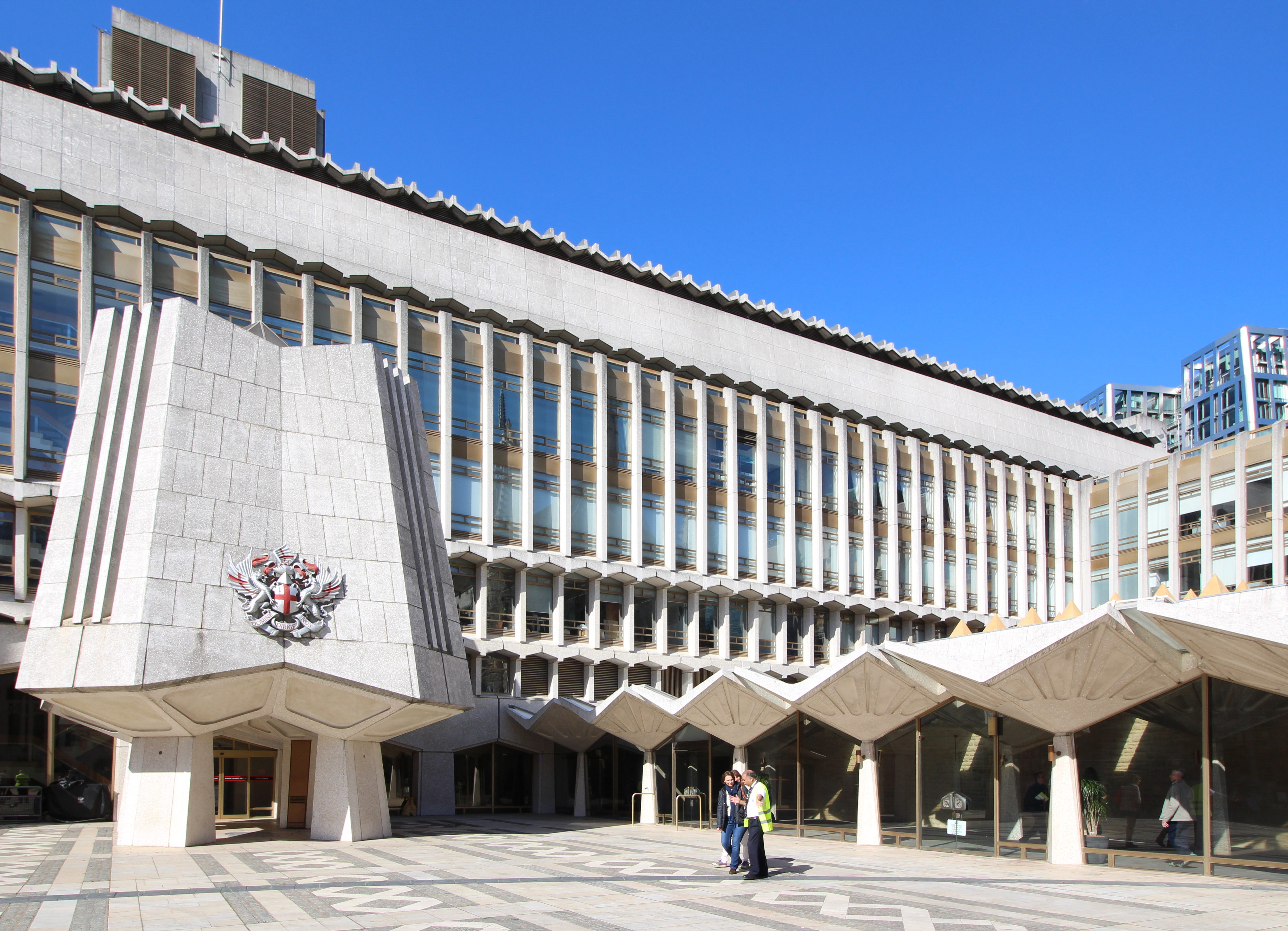
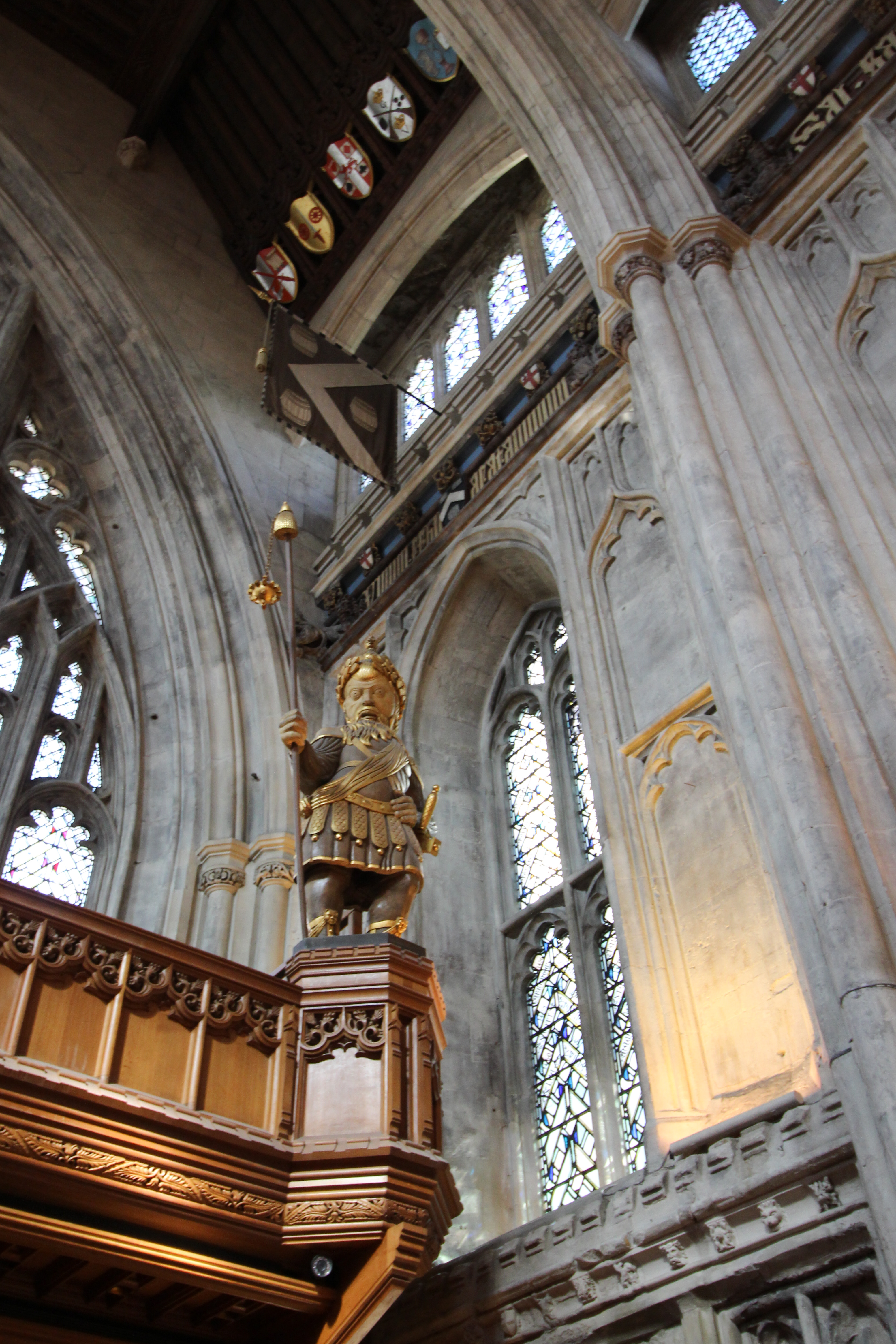